# Chlorocypha fabamacula
Chlorocypha fabamacula – gatunek ważki z rodziny Chlorocyphidae.